# الفساد في مصر

خريطة للعالم عن مؤشر مدركات الفساد بحسب الشفافية الدولية التي تقيس "إلى أي مدى يتم إدراك وجود الفساد بين المسؤولين الحكوميين والسياسيين". الأرقام المرتفعة (أزرق) تشير إلى تصور أقل من الفساد، بينما تشير الأرقام المنخفضة (أحمر) إلى تصور أعلى من الفساد.2018.

تراوح تقييم مصر في مؤشر أكثر الدول فسادا لمنظمة الشفافية الدولية بين 32 و36 نقطة من أصل 100 في مؤشر الفساد (من 0 الأكثر فسادا ل100 أكثر شفافية) بين الأعوام 2015 و2018، بترتيب هو 105 من أصل 180 دولة عام 2018، لا يوجد حصر دقيق أو بيانات رسمية لقضايا الفساد أو حجم الأموال التي المهدرة بسبب الفساد في الاقتصاد المصري، يعرف الفساد اقتصاد مصر بأكثر من طريقة. ففي حين تتلقى الأعمال الكبيرة ذات الشعبية معاملة مميزة، تضطر الأعمال المتوسطة إلى تبني الكذب، والابتزاز، والإختلاس، والرشوة. هذا التفضيل يجبر الأعمال على أن تحظى بشبكات قوية لكي تنجو. رغم تواجد القوانين لتجريم هذه الأفعال، إلا أنه من النادر تنفيذها بشكل مناسب.
في نهاية عام 2024، حققت مصر تقدماً ملحوظاً في مكافحة الفساد، حيث ارتفع تقييمها بمقدار خمس نقاط على مؤشر مدركات الفساد، لتصل إلى 35 نقطة، مما جعلها تحتل المرتبة 108 من بين 180 دولة. ويعتبر هذا التحسن هو الأعلى بين الدول المشمولة في المؤشر.

## الفساد في الاقتصاد
تتلقى الأعمال التي لديها كثير من الاتصالات غير الرسمية مع الحكومة معاملة تفضيل في التنقل خلال الإطار التنظيمي المصري المعقد، ما يسبب تثبيطا للمنافسة. النظام القانوني غير الكفء والذي يتم تنفيذه بشكل متقطع مع ثقافة الفساد واسعة الانتشار يضطران الأعمال للاعتماد على الوكلاء المعروفين باسم «الواسطة»؛ من أجل العمل. فيما تتمتع الأعمال ذات العلاقات الجيدة بمعاملة مميزة. مدفوعات التسهيلات هي جزء لا يتجزأ من «إنهاء الأشياء»، رغم تجريم تجريم المدفوعات غير المنتظمة والهدايا. تعتبر مدفوعات التسهيلات رشوة في كثير من البلاد، ما يمنع الكثير من الجهات الأجنبية من المشاركة المالية في مصر كون تلك المدفوعات جزء مطلوب لممارسة العمل. يجعل الفساد تكاليف البضائع المحلية وكذلك الصادرات أعلى، مما يقلل من القوة الشرائية للأفراد ما يزيد من الفقر.

## محاولات الإصلاح
تاريخيًا، كانت الفجوة بين التشريع وتطبيق القانون هي التي تعيق أي مجهودات حكومية لمحاربة الفساد.

### مبارك
قبل ثورة 2011، اتفق النقاد أن الفساد في مصر كان واسع الانتشار وأن الإجراءات المضادة للفساد كان يتم إدراكها كتغييرات تجميلية لخدمة برنامج مبارك السياسي.

### مرسي
حفزت الانتفاضة ذوبعة في قضايا الفساد الرسمية بالإضافة لمحاكمات العديد من الوزراء ورجال الأعمال المرتبطين بالنظام السابق. ادعت الحكومة تحت إدارة مرسي تركيز مجهوداتها نحو محاربة الفساد وضمت العديد من المبادرات ضد الفساد في دستور 2012 الجديد. نص الدستور، ضمن أحكام أخرى، على حق الشعب في المعلومات، البيانات، الوثائق والإحصائيات. كما أوجب الإفصاح المالي سنويًا على أعضاء البرلمان. علاوة على ذلك، أنشأت الحكومة لجنة لمحاربة الفساد مصممة للتعامل مع معايير النزاهة والشفافية في الحكومة والتصدي لتضارب المصالح.

### السيسي
حدثت العديد من الاعتقالات والمحاكمات  للعديد من كبار المسؤولين خلال الأعوام الأخيرة في مصر، من أبرزهم وزير الزراعة السابق صلاح هلال بعد استقالته في سبتمبر 2015، كما اطيح بوزير التموين السابق خالد حنفي، على خلفية اتهامات بإهدار المال العام وفضيحة فساد القمح، وقُبض على أمين عام مجلس الدولة وائل شلبي، وانتحاره في ظروف غامضة في أواخر 2016 وأوائل 2017، إلا أن تقرير منظمة الشفافية الدولية عام 2016 عن الدول العربية، بيّن أن الفساد «يبقى مستشريًا في مصر في ظل غياب أي إرادة سياسية حقيقية وجادة لمكافحته، حيث قامت الحكومة بالتعدي على الهيئات المستقلة حين أقال الرئيس عبد الفتاح السيسي بمرسوم رئاسي رئيس الجهاز المركزي للمحاسبات، هشام جنينة، وإدانته ومحاكمته قضائيًا عندما كشف عن حجم ما كلف الفساد في مصر في السنوات الأربع الأخيرة».

## روابط خارجية
- Egypt Corruption Profile from the Business Anti-Corruption Portal